# Goodrich Corporation
Корпорація BFGoodrich яка продала права на назву компанії Michelin в 1988 році. До продажу, BFGoodrich була першим американським виробником шин (з 1896 року). Автомобіль «Winton» випускався з шинами BFGoodrich.
Шини BFGoodrich були встановлені на декількох історичних транспортних засобах. У 1903 році на перший автомобіль, який перетнув Сполучені Штати Америки. У 1927 році шини були встановлені на літак Чарльза Ліндберга, який зробив перший успішний безпосадочний переліт через Атлантичний океан.
В даний час, один з кращих брендів, орієнтованих на виробництво шин для легкових автомобілів, вантажівок і позашляховиків. Бренд заслужив репутацію однієї з найкращих шинних компаній для їзди бездоріжжям.